# 奧托克

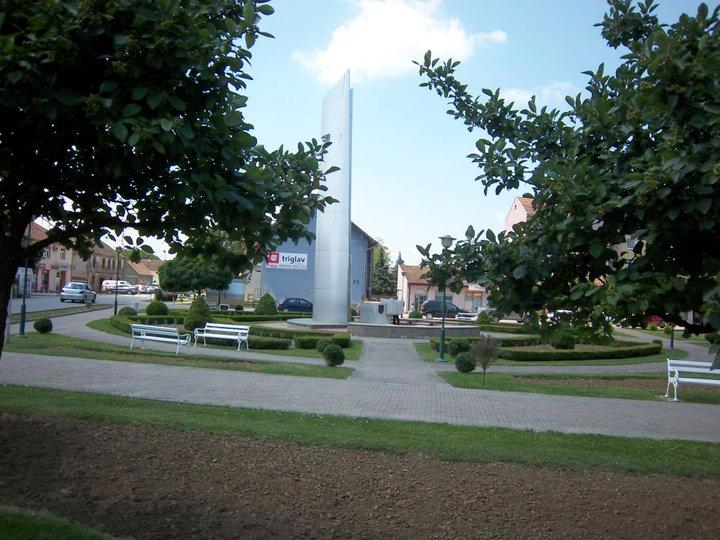

奧托克是克羅地亞的城鎮，位於該國東南部，距離溫科夫齊20公里，由武科瓦爾-斯里耶姆縣負責管轄，是該地區的農業中心，該鎮在1929至1991年期間由南斯拉夫負責管治，2001年人口7,755。

## 外部連結
- Official site （页面存档备份，存于）